# Luigi Broglio
Luigi Broglio (Mestre, 06 novembre 1911 – Roma, 14 gennaio 2001) è stato un ingegnere e militare italiano.
Generale ispettore del corpo del genio aeronautico, è considerato il padre dell'astronautica italiana.

## Biografia
Nato a Mestre nel 1911 ma originario di Borgofranco d'Ivrea, in provincia di Torino da Margherita e Ottavio Broglio, ufficiale di artiglieria, nel 1915, la famiglia si trasferì a Roma dove conseguì la laurea in ingegneria civile nel 1934, studiando e proponendo un innovativo metodo di calcolo strutturale che aveva il pregio di semplificare moltissimo i calcoli di strutture complesse variamente sollecitate (noto in seguito come metodo delle forze bilanciate).
Successivamente il metodo delle forze bilanciate consentì a Broglio stesso, per la prima volta nella storia dell'aeronautica, di calcolare efficacemente le sollecitazioni su una struttura alare a freccia.

### Nell'Aeronautica militare
Dopo aver svolto il servizio di leva come ufficiale di artiglieria, nel 1937, vince il concorso per ufficiali ingegneri della Regia Aeronautica entrando in servizio con il grado di tenente del genio aeronautico e destinato a Guidonia, presso il Centro studi ed esperienze o Direzione superiore studi ed esperienze.
Dopo l'8 settembre 1943, prese parte alla guerra di liberazione italiana nella zona di Roma, con un gruppo di partigiani bianchi comandato da Paolo Emilio Taviani.
Dopo la guerra diventa docente universitario e nel 1947 va in Spagna per tenere un corso di ingegneria all'Università di Madrid.
Promosso maggiore, nel 1950, grazie ad un invito del professor Antonio Ferri, già ufficiale del Genio aeronautico, con il permesso dell'Aeronautica Militare (Italia) va negli Stati Uniti, a La Fayette come visiting professor in ingegneria aeronautica per tenere un corso di matematica e fisica ed uno di aeronautica.
L'ufficio della ricerca scientifica dell'USAF chiese nel 1951 al Governo Italiano di consentire la collaborazione con Broglio che venne autorizzato ad effettuare tali ricerche.
Grazie alla notorietà acquisita in ambito aeronautico con i suoi innovativi metodi di calcolo, Broglio conquistò numerosi estimatori negli Stati uniti presso la NASA e le università tra cui Stepan Timoshenko, E. F. Bruhn e Hugh Dryden (poi divenuto direttore della NASA). L'innovazione dei suoi studi e la notorietà conseguente gli consentirono, in seguito, di allacciare un rapporto privilegiato con la NASA, cosa che lo avvantaggiò quando decise di dedicarsi all'attività spaziale. 
Broglio ha dato vita alla Scuola di Ingegneria Aerospaziale dell'Università degli studi di Roma "La Sapienza" diventandone preside dal 1952 al 1987. 
Nel 1954 diventa direttore della cattedra di ingegneria aerospaziale dell'Università di Roma. Giunse al grado di generale ispettore del Genio aeronautico.

### Il progetto San Marco
Egli fu ideatore del Progetto San Marco, un progetto di cooperazione tra Italia e USA che ha portato alla messa in orbita del primo satellite italiano, il San Marco 1, che fu anche il primo satellite al mondo lanciato, in autonomia, da un Paese diverso da USA e URSS. Il San Marco 1 fu preceduto dall'Ariel 1 inglese (non costruito in proprio) e dall'Alouette 1 canadese, ma fu il primo a essere lanciato da una squadra propria, italiana, sia pure da una base statunitense, e con vettore statunitense. Il lancio fu effettuato il 15 dicembre 1964 dalla base di Wallops Island negli Stati Uniti, grazie ad un razzo vettore Scout.
Sua è stata per decenni la gestione dell'attuale Centro spaziale Luigi Broglio di Malindi (Kenya), da dove sono stati lanciati vari satelliti di medio-piccole dimensioni, fino al 1988: la base è ancora operativa per il tracciamento ed il controllo dei satelliti dell'Agenzia Spaziale Europea, ma non viene più usata per lanci veri e propri, pur essendo favorita dall'ottima posizione geografica (vicino all'equatore).
L'imprenditorialità e l'iniziativa del Prof. Broglio hanno permesso la costruzione di questa base di lancio nel 1964, a solo quattro anni dal primo uomo nello spazio, grazie a materiali dismessi dalla NASA e con l'aiuto dell'Aeronautica Militare Italiana, oltre che dagli Stati Uniti che hanno fornito gli Scout per i primi lanci.
Nel 1993 decise di dimettersi dall'Agenzia Spaziale Italiana. Luigi Broglio non ha mai raggiunto la grande popolarità, ma è stato il più grande contributore dell'astronautica in Italia, fino alla sua morte avvenuta nel 2001. Le sue spoglie ora riposano nel cimitero del suo paese d'origine, Borgofranco d'Ivrea.
Nel luglio 2001 a lui è stata titolata la "Base di lancio palloni stratosferici" dell'Agenzia spaziale italiana di Trapani.
Gli è stato dedicato un asteroide, 18542 Broglio.